# Fabrice Hartmann
Fabrice Hartmann (* 2. März 2001 in Dessau) ist ein deutscher Fußballspieler. Der Flügelspieler steht seit Anfang September 2024 beim Halleschen FC unter Vertrag.

## Karriere

### Im Verein
Hartmann begann bereits mit vier Jahren mit dem Fußballspielen. Seine ersten Schritte machte er beim FC Grün-Weiß Wolfen. Von dort wechselte er 2008 nach Thalheim und 2012 in die Nachwuchsabteilung von RB Leipzig. In Leipzig durchlief er sämtliche Jugendmannschaften. Sein erstes Profispiel für die Leipziger bestritt er unter Ralf Rangnick im Zuge der Europa-League-Qualifikation 2018 beim 4:0-Sieg gegen BK Häcken. Er wurde in der 89. Minute für Matheus Cunha eingewechselt. Die Saison 2018/19 verbrachte er anschließend jedoch bei den A-Junioren (U19), für die er in 21 Spielen 12 Tore in der A-Junioren-Bundesliga erzielte. Zur Saison 2019/20 unterschrieb Hartmann seinen ersten Profivertrag und gehörte fortan fest dem Profikader von Julian Nagelsmann an. Im Januar 2020 stand er einmal im Spieltagskader für ein Bundesligaspiel, wurde aber nicht eingewechselt. Für die U19, in der er in dieser Spielzeit letztmals spielberechtigt war, kam er bis zum Saisonabbruch durch die COVID-19-Pandemie im März 2020 zu 16 Einsätzen, in denen er 5 Tore erzielte. Zudem spielte Hartmann 6-mal in der UEFA Youth League. In der Saison 2020/21 stand der Stürmer lediglich einmal in der Champions League ohne Einsatz im Spieltagskader.
Zur Saison 2021/22 wurde Hartmann für zwei Jahre an den Zweitligisten SC Paderborn 07 ausgeliehen. Er kam unter Lukas Kwasniok bis zur Winterpause jedoch nur zu 2 Einwechslungen und spielte 3-mal mit der zweiten Mannschaft in der fünftklassigen Oberliga Westfalen. Daher wurde die Leihe zum Jahresende vorzeitig beendet. Der 20-Jährige kehrte daraufhin Anfang Januar 2022 nach Leipzig zurück. Er stand unter Domenico Tedesco bei einem der 3 folgenden Bundesligaspiele im Spieltagskader und wurde Ende des Monats bis zum Saisonende an den Drittligisten Eintracht Braunschweig verliehen. Für die Braunschweiger kam er unter Michael Schiele nur zu 6 Einsätzen, davon 5 nach Einwechslung, konnte aber mit der Mannschaft den Aufstieg in die 2. Bundesliga feiern.
Zur Sommervorbereitung 2022 kehrte Hartmann nicht nach Leipzig zurück, sondern stieg als Testspieler beim österreichischen Bundesligisten SK Austria Klagenfurt in das Training ein. Zu einer Verpflichtung kam es allerdings nicht. Hartmann wechselte stattdessen bis zum 30. Juni 2023 auf Leihbasis in die irische Premier Division zu den Sligo Rovers, bei denen er während der laufenden Saison 2022 zum Kader stieß. Nachdem er im Sommer 2023 zunächst zur Saisonvorbereitung nach Leipzig zurückgekehrt war, wurde er Ende Juli 2023 erneut zu den Sligo Rovers verliehen.
Im Sommer 2024 kehrte Hartmann nach Leipzig zurück. Ende August 2024 einigte er sich mit dem Verein auf eine Vertragsauflösung. Wenige Tage später schloss sich Hartmann dem Halleschen FC in der viertklassigen Regionalliga Nordost an.

### In der Nationalmannschaft
Hartmann kam in der U14, U15 und U16 für die Sachsenauswahl zum Einsatz. Für die deutsche U16-Nationalelf lief Hartmann zehnmal auf. Mit der U17 nahm er an der Europameisterschaft 2018 in England teil. Dabei kam er zu drei Einsätzen und schied mit seiner Mannschaft nach der Gruppenphase aus. Derzeit ist er Spieler der deutschen U19-Nationalelf.

## Erfolge
- Aufstieg in die 2. Bundesliga: 2022